# Blair (Oklahoma)
Blair is een plaats (town) in de Amerikaanse staat Oklahoma en valt bestuurlijk gezien onder Jackson County.

## Demografie
Bij de volkstelling in 2000 werd het aantal inwoners vastgesteld op 894.
In 2006 is het aantal inwoners door het United States Census Bureau geschat op 806, een daling van 88 (-9,8%).

## Geografie
Volgens het United States Census Bureau beslaat de plaats een oppervlakte van
1,1 km², geheel bestaande uit land. Blair ligt op ongeveer 446 m boven zeeniveau.

## Plaatsen in de nabije omgeving
De onderstaande figuur toont nabijgelegen plaatsen in een straal van 28 km rond Blair.